# 東京ビッグサイト
株式会社東京ビッグサイト（とうきょうビッグサイト、Tokyo Big Sight Inc.）は、東京都江東区有明に本社を置き、東京国際展示場など各種施設の管理及び運営を行う日本の企業である。社名は、同展示場の通称・愛称としても知られる。
東京都庁と民間が共同で出資する第三セクターの一つで、有明を含む臨海副都心で事業を行なう各社を束ねる東京臨海ホールディングス（東京臨海HD）の子会社である。

## 概説
コンベンション・センターである東京国際展示場のほか、有明パークビル、東京ファッションタウンビル、タイム24ビルの管理及び運営のほか、展示会の提案及び主催等の事業を行っている。
また、法人としての東京ビッグサイトは主に、1956年に設立され東京国際見本市などを主催してきた社団法人東京国際見本市協会と、1958年に設立され東京国際見本市会場を運営してきた株式会社東京国際貿易センターから成立したもので、2003年に両社が合併し現社名に変更となった。
かつては東京ビッグサイト自体が第三セクター企業であったが、後に東京臨海HDの子会社となっている（東京臨海HDが第三セクターであるため、実態は変わらない）。

## 沿革
- 1956年3月 - 東京都が中心となり社団法人東京国際見本市協会を設立。
- 1958年4月 - 株式会社東京国際貿易センター設立。
- 1959年 - 東京国際貿易センターが東京都中央区晴海に東京国際見本市会場を開場。
- 1996年
  - 3月 - 東京国際見本市会場を閉場。
  - 4月 - 東京国際展示場（東京ビッグサイト）を開場。
- 1999年3月 - 東京国際貿易センターが有明パークビルを竣工、管理運営を開始。
- 2000年4月 - 東京国際貿易センターが東京ファッションタウン株式会社及び株式会社タイム二十四と業務統合。
- 2003年4月 - 東京国際見本市協会と東京国際貿易センターが合併、株式会社東京ビッグサイトに社名変更。
- 2006年4月 - 東京ファッションタウン株式会社及び株式会社タイム二十四を吸収合併。
- 2009年
  - 1月 - 東京臨海ホールディングスが、東京都保有の東京ビッグサイト全株式を取得し、臨海ホールディングスグループに入る。
  - 11月 - 1日付の有明・青海地区の地番変更により、住所が江東区有明3丁目21番地1より有明3丁目11番1号に変更される。
- 2016年
  - 4月4日 - 南展示棟建築に伴う地盤改良工事および南展示棟建築のため、西棟屋外駐車場・屋外展示場を閉鎖[2][3]。
  - 10月 - 東新展示棟 (東7/8) が完成[4]。
- 2017年4月1日 - 南展示棟建築のため西2ホールを閉鎖[5]。
- 2018年3月31日 - 西2ホールの閉鎖を解除[5]。
- 2019年4月 - 仮設の青海展示棟が開業[6]。（2021年11月26日運用終了）[7]
- 2019年7月1日 - 南展示棟が開業[8]。
- 2023年5月18日 - 有明体操競技場を改修した新展示場「有明展示場（有明GYM-EX、有明ジメックス）」が開業[9][10]。

## 管理運営する建物
- 東京国際展示場 - 江東区有明三丁目11番1号（本社所在地）
- 有明展示場
- 有明パークビル - 江東区有明三丁目7番11号
- 東京ファッションタウンビル - 江東区有明三丁目6番11号
- タイム24ビル - 江東区青海二丁目4番32号